# Jordan Fisher
Jordan William Fisher (Birmingham, Alabama, 24 de abril de 1994) é um ator, cantor, dançarino e gamer americano. Começou sua carreira com papéis recorrentes em várias séries de televisão, incluindo The Secret Life of the American Teenager em 2012 e Liv e Maddie de 2015 a 2017. Também teve papéis coadjuvantes nos filmes de televisão Teen Beach Movie (2013), Teen Beach 2 (2015), Grease: Live! (2016) e estrelou em Rent: Live (2019).
Fisher e sua parceira de dança Lindsay Arnold ganharam a 25ª temporada de Dancing with the Stars (2017). Em seguida, ele apresentou Dancing with the Stars: Juniors em 2018 e comentou a Fortnite World Cup de 2019. Como cantor, seu EP homônimo foi lançado pela Hollywood Records em 2016.
Na Broadway, Fisher interpretou John Laurens/Philip Hamilton em Hamilton de 2016 a 2017, e assumiu o papel principal de Evan Hansen em Dear Evan Hansen em 2020. Ele também estrelou em dois filme da Netflix de 2020, To All the Boys: P.S. I Still Love You e Work It.
Em 2021 entrou para o elenco da série The Flash para 7ª temporada para interpretar o Impulso, filho do Barry Allen (Flash). Suas atuações e caracterização foram duramente criticadas pelo público, segundo a Variety.

## Biografia
Fisher nasceusuas atuaçõee visual na série foramam alvo de críticas negativas do públi. , a de Jordan tinha 16 anos quando ele nasceu, e ele foi legalmente adotado em 2005 aos 11 anos e criado por seus avós maternos, Rodney e Pat Fisher. Os Fishers também adotaram os dois irmãos de Jordan, Cory e Trinity, enquanto sua mãe lutava contra o abuso de drogas - ela não tinha um relacionamento com os filhos. Durante uma entrevista para o Hollywood Today Live, Fisher revelou sua origem multi-étnica de origem nigeriana, cambojana, inglesa, polinésia (taitiana),  italiana, grega e escandinava.
Fisher começou a praticar ginástica aos 2 anos. Se interessou por teatro musical na quinta série, após ser escalado para uma produção escolar de School House Rock, Jr.Fisher foi educado em casa quando criança e concluiu o ensino médio na Harvest Christian Academy.  Ele se juntou à Red Mountain Theatre Company em Birmingham e fez parte de seu conjunto de apresentações juvenis por muitos anos. Lá, ele foi localizado por um caçador de talentos que se ofereceu para representá-lo. Ele se matriculou em cursos na Jacksonville State University em 2011.  Mais tarde naquele ano, ele se mudou para Los Angeles, Califórnia, com seus avós e irmãos.

## Filmografia

### Televisão
| Ano           | Título                                   | Papel               | Notas                                                  |
| ------------- | ---------------------------------------- | ------------------- | ------------------------------------------------------ |
| 2009          | The Hustler                              | Mario               | Episódio: "Hustle & Bustle"                            |
| 2009          | iCarly                                   | Clark               | Episódio: "iSpeed Date"                                |
| 2009          | Skyrunners Testimonials                  | Johnny              | Episódio: "Press Conference – ATV"                     |
| 2012          | The Secret Life of the American Teenager | Jacob               | 9 episódios                                            |
| 2014          | The Thundermans                          | Dylan               | Episódio: "Four Supes and a Baby"                      |
| 2015          | The Chew                                 | Ele Mesmo           | Episódio: "Movie Night"                                |
| 2015–2017     | Liv e Maddie                             | Holden Dippledorf   | Recorrente, 11 episódios                               |
| 2015–2016     | Teen Wolf                                | Noah Patrick        | 2 episódios                                            |
| 2016          | Bones                                    | Ian Johnson         | Episódio: "The Strike in the Chord"                    |
| 2016          | Stay                                     | Miles               | Piloto não vendido                                     |
| 2017          | Dancing with the Stars                   | Ele Mesmo           | Vendedor na 25ª Temporada                              |
| 2018–2020     | She-Ra and the Princesses of Power       | Falcão do Mar (voz) | Série Animada                                          |
| 2018          | Dancing with the Stars: Juniors          | Ele Mesmo           |                                                        |
| 2019          | Rent: Live                               | Mark Cohen          | Eleco principal                                        |
| 2019-presente | Archibald's Next Big Thing               | Finly (voz)         | Elenco principal                                       |
| 2020          | Butterbean's Café                        | Zane Gray (voz)     | Episódio: "I Love Rockin' Rolls/A Baby At Marmalade's" |
| 2020          | Royalties                                |                     | [ 13 ]                                                 |
| 2021          | The Flash (série)                        | Bart Allen          | Episódio: "Heart Of The Matter pt. 1"                  |

### Filmes
| Ano  | Título                                    | Papel                 | Notas |
| ---- | ----------------------------------------- | --------------------- | --- |
| 2013 | Teen Beach Movie                          | Seacat                | Disney Channel Original Movie |
| 2015 | Teen Beach 2                              | Seacat                | Disney Channel Original Movie Nominated – Teen Choice Award for Choice Music: Song from a Movie or TV Show (junto a Ross Lynch, Maia Mitchell, Garrett Clayton, Grace Phipps, John DeLuca) |
| 2015 | Until Dawn                                | Matthew "Matt" Taylor | Desempenho de captura de voz e movimento |
| 2016 | Grease: Live                              | Doody                 | Telefime |
| 2020 | To All the Boys: P.S. I Still Love You    | John Ambrose McClaren | Filme da Netflix |
| 2020 | Work It                                   | Jake Taylor           | Filme da Netflix |
| TBA  | Hello, Goodbye, And Everything In Between | Aidan                 | Filmando |

## Ligações Externas
- Website Oficial
- Jordan Fisher. no IMDb.